# 日重

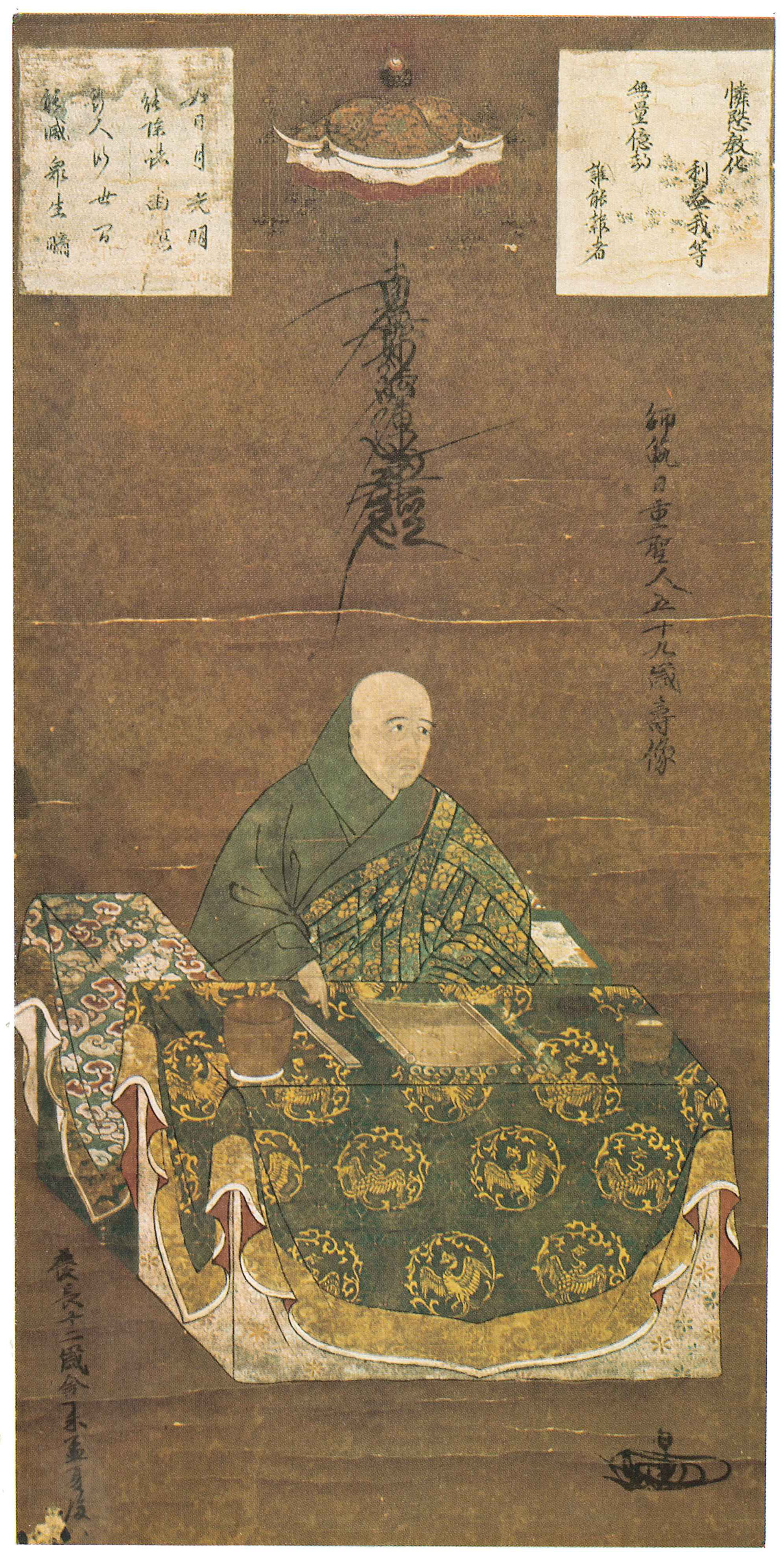
一如院日重　本遠寺蔵

日重（にちじゅう、天文18年（1549年） - 元和9年8月6日（1623年8月31日））は、安土桃山時代から江戸時代前期にかけての日蓮宗の僧。若狭国の出身。字は頼順。号は一如院。